# Tangerang (regentschap)
Tangerang is een regentschap in de provincie Banten op het eiland Java in Indonesië. Het regentschap ligt ten westen van de stad Tangerang. De regentschap Tangerang en de stad Tangerang zijn afzonderlijke, bestuurlijke gebieden.
Bij de volkstelling van 2020 telde het regentschap Tangerang 3.245.619 inwoners op een oppervlakte van 1012 km². Het is onderdeel van Jabodetabek, het grootstedelijke gebied van Jakarta, met 29,5 miljoen inwoners de 5e agglomeratie van de wereld.
Stadsgemeenten: Bandung · Banjar · Bekasi · Bogor · Cimahi · Cirebon · Depok · Sukabumi · Tasikmalaya

Regentschappen: Bandung · Bekasi · Bogor · Ciamis · Cianjur · Cirebon · Garut · Indramayu · Karawang · Kuningan · Majalengka · Pangandaran · Purwakarta · Subang · Sukabumi · Sumedang · Tasikmalaya · West-Bandung